# Кранберрі Тауншип (округ Венанго, Пенсільванія)
Кранберрі Тауншип (англ. Cranberry Township) — селище (англ. township) в США, в окрузі Венанго штату Пенсільванія. Населення — 6342 особи (2020).

## Демографія
Згідно з переписом 2010 року, у селищі мешкало 6685 осіб у 2850 домогосподарствах у складі 1991 родини. Було 3090 помешкань
Расовий склад населення:
| - 98,1 % — білих - 0,4 % — азіатів - 0,3 % — чорних або афроамериканців - 0,1 % — вихідців з тихоокеанських островів - 0,1 % — корінних американців |

До двох чи більше рас належало 0,9 %. Частка іспаномовних становила 0,6 % від усіх жителів.
За віковим діапазоном населення розподілялося таким чином: 20,1 % — особи молодші 18 років, 61,0 % — особи у віці 18—64 років, 18,9 % — особи у віці 65 років та старші. Медіана віку мешканця становила 46,0 року. На 100 осіб жіночої статі у селищі припадало 92,8 чоловіків;  на 100 жінок у віці від 18 років та старших — 92,3 чоловіків також старших 18 років.
Середній дохід на одне домашнє господарство  становив 57 659 доларів США (медіана — 49 599), а середній дохід на одну сім'ю — 65 197 доларів (медіана — 55 037). Медіана доходів становила 47 097 доларів для чоловіків та 28 866 доларів для жінок. За межею бідності перебувало 9,2 % осіб, у тому числі 13,6 % дітей у віці до 18 років та 5,4 % осіб у віці 65 років та старших.
Цивільне працевлаштоване населення становило 2943 особи. Основні галузі зайнятості: освіта, охорона здоров'я та соціальна допомога — 26,2 %, виробництво — 21,4 %, роздрібна торгівля — 13,4 %, транспорт — 9,5 %.